# فلاستيميل بوردا
فلاستيميل بوردا (مواليد 4 نوفمبر 1975) هو سبّاح تشيكي، مثّل بلاده في الألعاب الأولمبية الصيفية 2000.

## روابط خارجية
فلاستيميل بوردا على موقع الاتحاد الدولي للسباحة (الإنجليزية)
- فلاستيميل بوردا على موقع أوليمبيديا (الإنجليزية)
- فلاستيميل بوردا على موقع اللجنة الأولمبية التشيكية (التشيكية)